# Rosario Livatino
Rosario Angelo Livatino ( pronúncia italiana: [roˈzaːrjo livaˈtiːno]; 3 de outubro de 1952 - 21 de setembro de 1990) foi um magistrado italiano que foi morto pela Stidda.

## Biografia
Livatino nasceu em Canicattì, na Sicília. Depois de concluir com sucesso o ensino médio, ingressou na Faculdade de Direito da universidade em Palermo em 1971 e se formou em 1975. Entre 1977 e 1978 atuou como vice-diretor do Registro Civil de Agrigento. Em 1978, depois de estar entre os percentuais mais altos na auditoria Judiciária, foi-lhe atribuído um cargo de magistrado no tribunal de Caltanissetta.
Em 1979 tornou-se " sostituto procuratore " (procurador-adjunto) no tribunal de Agrigento, cargo que manteve até 1989, altura em que foi nomeado juiz assistente ( giudice a latere ). Ele foi assassinado em 21 de setembro de 1990, ao longo da estrada SS 640 por quatro assassinos, enquanto viajava sem guarda-costas para o tribunal. Os assassinos foram pagos pelo Stidda de Agrigento. 
Durante sua carreira, Livatino trabalhou contra a corrupção e obteve sucesso em vários casos, obtendo a apreensão de grandes somas de dinheiro e bens e a prisão de figuras importantes do crime organizado.
Sua história inspirou um romance, Il giudice ragazzino ("O menino juiz"), escrito por Nando Dalla Chiesa em 1992, e este foi transformado em filme com o mesmo título em 1994 pelo diretor Alessandro di Robilant.

## Processo de beatificação
Em 1993, o Bispo de Agrigento pediu à ex-professora de Rosario Livatino, Ida Abate, que recolhesse qualquer testemunho disponível para a beatificação de Livatino.
O Papa João Paulo II disse que Rosario Livatino era um "Mártir da Justiça e, de forma indireta, da Fé Cristã". 
Em dezembro de 2020, o Papa Francisco aprovou o decreto de martírio proposto pela Congregação para as Causas dos Santos do Vaticano. O Servo de Deus Rosário Angelo Livatino foi proclamado oficialmente Beato no domingo, 9 de maio de 2021, na Catedral de Agrigento, Sicília, pelo Cardeal Marcello Semeraro, Prefeito da Congregação para as Causas dos Santos no mesmo dia que João Paulo II, em 1993, no Vale dos Templos, dirigiu seu convite peremptório à Máfia: "Converta-te! uma vez que o julgamento de Deus virá! 
No dia 15 de março de 2025, por ordem da Arquidiocese de Agrigento e do seu município natal, o seu corpo encontrado incorrupto foi trasladado como relíquia da capela familiar do cemitério municipal para a igreja de Santa Chiara em Canicattì, estando exposto à veneração dos fiéis em datas relacionadas ao mártir.